# Гејтс (Тенеси)
Гејтс (енгл. Gates) град је у америчкој савезној држави Тенеси.

## Демографија
По попису из 2010. године број становника је 647, што је 254 (-28,2%) становника мање него 2000. године.
| Група             | 2000.       | 2010.       |
| Белци             | 414 (45,9%) | 252 (38,9%) |
| Афроамериканци    | 481 (53,4%) | 376 (58,1%) |
| Азијати           | 0 (0,0%)    | 0 (0,0%)    |
| Хиспаноамериканци | 2 (0,2%)    | 8 (1,2%)    |
| Укупно            | 901         | 647         |